# Чекини (Порденоне)
Чекини је насеље у Италији у округу Порденоне, региону Фурланија-Јулијска крајина.
Према процени из 2011. у насељу је живело 1175 становника. Насеље се налази на надморској висини од 11 м.